# نیکاوراتیا
نیکاوراتیا (به لاتین: Nikaweratiya) یک منطقهٔ مسکونی در سری‌لانکا است که در کورونیگالا واقع شده‌است. نیکاوراتیا ۱۱۵ کیلومتر مربع مساحت و ۴۸٬۷۷۰ نفر جمعیت دارد.